# Diacyclops pilosus
Diacyclops pilosus – gatunek widłonoga z rodziny Cyclopidae, nazwa naukowa gatunku została po raz pierwszy opublikowana w 2000 roku przez Franka Fiersa, Véronique Ghenne i Eduarda Suárez-Morales.